# Coppa del mondo di marcia 1989
La Coppa del mondo di marcia 1989 (1989 IAAF World Race Walking Cup) si è svolta a L'Hospitalet de Llobregat, in Spagna, il giorno 27 maggio.

## Medagliati

### Uomini
| Specialità     | Oro               | Prestazione | Argento           | Prestazione | Bronzo           | Prestazione |
| 20 km          | Franc Kascjukevič | 1h20'21"    | Michail Ščennikov | 1h20'34"    | Jaŭhen Misjulja  | 1h20'47"    |
| 50 km          | Simon Baker       | 3h43'13"    | Andrej Perlov     | 3h44'12"    | Stanislav Vežel' | 3h44'50"    |
| Gara a squadre | Unione Sovietica  | 585 pt.     | Italia            | 534 pt.     | Francia          | 516 pt.     |

### Donne
| Specialità     | Oro              | Prestazione | Argento           | Prestazione | Bronzo          | Prestazione |
| 10 km          | Beate Anders     | 43'08"      | Kerry Saxby-Junna | 43'12"      | Ileana Salvador | 43'24"      |
| Gara a squadre | Unione Sovietica | 218 pt.     | Cina              | 212 pt.     | Italia          | 203 pt.     |